# Enriqueta Carballeira
María Enriqueta Carballeira Troteaga (Madrid, 28 d'abril de 1944) és una actriu espanyola.

## Biografia
Formada en el teatre independent, després de passar pel Teatro Estudio de Madrid se integró en el Grup Tábano. Així mateix va desenvolupar una intensa carrera artística dins de les activitats del TEI (Teatro Experimental Independiente), treballant amb directors com Miguel Narros, William Layton i José Carlos Plaza, entre molts altres.

## Trajectòria professional

### Cinema
El seu debut al cinema es produeix quan tenia tan sols 18 anys en la pel·lícula Cerca de las estrellas (1962), de César Fernández Ardavín. La seva carrera cinematogràfica va ser especialment prolífica en els anys seixanta i setanta, i va participar en títols com La tía Tula (1964), Oscuros sueños de agosto (1966), totes dues de Miguel Picazo; Los chicos con las chicas (1967), de Javier Aguirre; No somos ni Romeo ni Julieta (1969) d'Alfonso Paso, Cateto a babor (1970), de Ramón Fernández; Tocata y fuga de Lolita (1974), d'Antonio Drove; Carne apaleada, de Javier Aguirre. Ja en els anys vuitanta va intervenir a La mitad del cielo (1986), de Manuel Gutiérrez Aragón; La casa de Bernarda Alba (1987), de Mario Camus o Cómo ser mujer y no morir en el intento (1991), d'Ana Belén.

### Televisió
Ha col·laborat, a més, en innombrables espais de televisió, des dels espais clàssics de teatre televisat dels seixanta i setanta, com Estudio 1, Novela i Hora Once fins a aparicions puntuals en sèries com El Comisario o Hospital Central, passant per El olivar de Atocha, la sèrie dirigida per Carlos Serrano per TVE que protagonitzà en 1988.

### Teatre
Entre les obres de teatre que ha interpretat, figuren Súbitamente el último verano (1973), Tío Vania (1978), Motín de brujas (1980), El engañao (1981), Las bicicletas son para el verano (1982), Eloísa está debajo de un almendro (1984), El jardín de los cerezos (1986), Exiliados (1991), Marat-Sade (1994) i La buena persona de Sezuan (2006). En 2013, a més, va intervenir en el muntatge del musical Marta tiene un marcapasos, amb cançons del grup de pop Hombres G.
Entrat el segle XXI continua treballantː al 2023 va participar en la filmació d'un curtmetratge -Colorado- escrit per Pilar Gómez, que també el codirigeix amb Sandra Gallego.
Va contreure matrimoni el 1966 amb el director de cinema Javier Aguirre, de qui més tard es divorciaria, i és mare de la també directora Arantxa Aguirre. Durant anys va militar en el Partit Comunista d'Espanya.

## Premis
Medalles del Cercle d'Escriptors Cinematogràfics
| Any  | Categoria                | Pel·lícules                | Resultat   |
| ---- | ------------------------ | -------------------------- | ---------- |
| 1964 | Millor actriu secundària | La tía Tula Tiempo de amor | Guanyadora |